# Expedició 5
L'Expedition 5 va ser la cinquena estada de llarga durada en l'Estació Espacial Internacional (ISS). La tripulació, composta per tres persones, va romandre a l'espai durant 184 dies, 178 dels quals els va passar a bord de l'ISS. L'Expedició 5 va ser la continuació d'una presència ininterrompuda humana a l'espai, començada per l'Expedició 1 en el 2000-2001.
La tripulació de l'Expedició 5, va ser llançada a l'espai a bord del Transbordador Espacial Endeavour durant la missió STS-111 del 5 de juny de 2002. La seva tinença a bord de l'estació, però, no es va produir fins que es va acoblar a la ISS dos dies més tard, el 7 de juny.

## Tripulació
| Posició           | Astronauta                               | Astronauta                               |
| ----------------- | ---------------------------------------- | ---------------------------------------- |
| Comandant         | Valeri Korzun, RSA Segon vol espacial    | Valeri Korzun, RSA Segon vol espacial    |
| Enginyer de vol 1 | Peggy Whitson, NASA Primer vol espacial  | Peggy Whitson, NASA Primer vol espacial  |
| Enginyer de vol 2 | Serguei Tresxov, RSA Primer vol espacial | Serguei Tresxov, RSA Primer vol espacial |

## Paràmetres de la missió

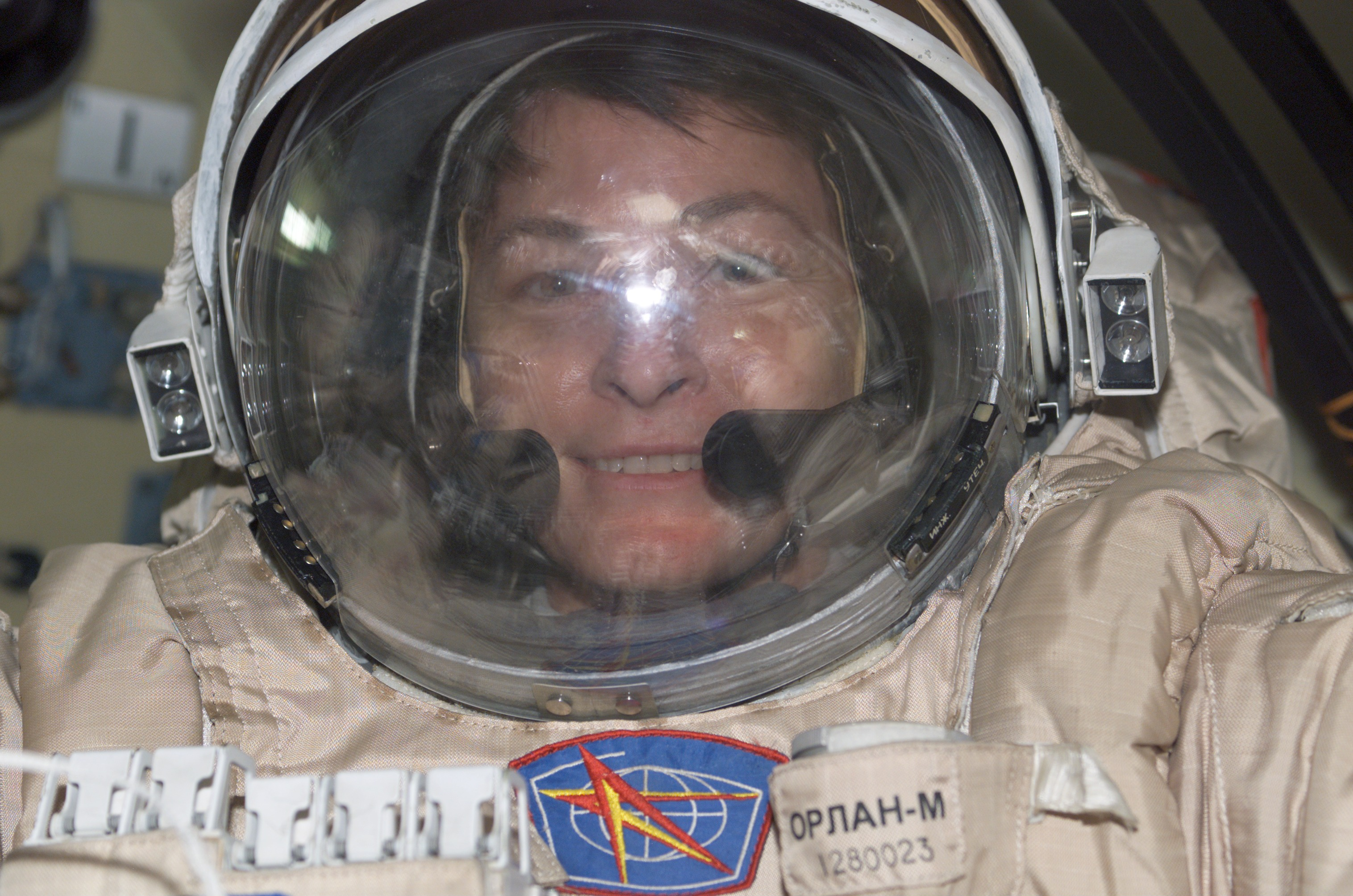
Peggy A. Whitson, enginyera de vol de l'Expedició Cinc, porta un vestit espacial Orlan per preparar-se per a un EVA. (NASA)

- Perigeu: 384 km
- Apogeu: 396 km
- Inclinació: 51,6°
- Període: 92 min

## Objectius
La tripulació de l'Expedició va prendre control de les operacions de l'ISS el 7 de juny de 2002. Una cerimònia oficial entre els tripulants de l'Expeditció va tenir lloc el 10 de juny, amb el repic de campana de bronze cerimonial de l'estació, que simbolitza el traspàs de comandament. La tripulació de l'Expedició Cinc va realitzar aproximadament 25 noves investigacions a bord de l'ISS, així com continuar amb les diverses investigacions científiques iniciades abans de la seva estada. La tripulació va concloure una estada de 184 dies a l'espai quan van tornar amb el STS-113, el 7 de desembre de 2002.
El Transbordador Espacial Endeavour va lliurar la tripulació de l'Expedició 5 durant la missió STS-111 que va ser enlairada el 5 de juny de 2002. La cinquena tripulació en viure a bord de l'Estació Espacial Internacional va ser dirigida pel rus Valeri Korzun i acompanyat pel cosmonauta Serguei Tresxov i l'astronauta americana Peggy A. Whitson, ambdós enginyers de vol. Mentre eren a bord, la Dr. Whitson va ser nomenada com el primer Oficial Científic de l'ISS de la NASA pel llavors administrador de la NASA, O'Keefe.

## Passeigs espacials
Els membres de la tripulació de l'Expedició Cinc van conduir dos passeigs espacials durant la seva estada a l'Estació Espacial Internacional. Ambdós EVAs van realitzar-se a l'exterior del Compartiment d'Acoblament de la Pirs i es van utilitzar vestits espacials russos Orlan.
| Missió            | Passeigs espacials | Inici (UTC)              | Fi (UTC)                 | Duració            |
| ----------------- | --- | ------------------------ | ------------------------ | ------------------ |
| Expedició 5 EVA 1 | Valeri Korzun Peggy Whitson | 16 d'agost de 2002 09:23 | 16 d'agost de 2002 13:48 | 4 hores, 25 minuts |
| Expedició 5 EVA 1 | Korzun i Whitson van instal·lar sis panells de brossa en el Mòdul de Servei Zvezdà. Van retirar els panells del seu lloc temporal al Pressurized Mating Adapter 1 de l'estació abans de la fixació del Zvezdà. Els panells van ser dissenyats per blindar el Zvezdà de possibles impactes de brossa espacial. Es van muntar eventualment un total de 23 escuts en el Mòdul de Servei. |                          |                          |                    |
| Expedició 5 EVA 2 | Korzun Serguei Tresxov | 26 d'agost de 2002 05:27 | 26 d'agost de 2002 10:48 | 5 hores, 21 minuts |
| Expedició 5 EVA 2 | Durant el segon passeig espacial de l'Expedició Cinc, Korzun i Tresxov van instal·lar un marc en l'exterior del Mòdul Zarya per guardar components per a properes tasques de muntatge en passeigs espacials. Van instal·lar noves mostres materials en un parell d'experiments d'exposició de materials de l'Agència Espacial Japonesa guardats a l'exterior del Zvezdà. Korzun i Tresxov també van instal·lar dispositius en el Zvezdà que simplicarien l'encaminament dels cables durant propers passeigs espacials de muntatge. Van millorar les operacions de ràdio amateur mitjançant l'afegiment de dues antenes de radioaficionats al Zvezdà. També, Korzun i Tresxov van instal·lar el maquinari Kromka que va ser programat originalment per a utilitzar-se durant el primer passeig espacial de l'Expedició Cinc. Kromka mesura les emissions de residus dels propulsors a reacció del Zvezdà. |                          |                          |                    |